# Походы Святослава Игоревича в Болгарию
Походы Святослава Игоревича в Болгарию — походы великого князя киевского Святослава на Болгарское царство и Византию в 967—971 годах. В 967 или 968 году Святослав по просьбе Византии совершил набег на Болгарию, но скоро вернулся в Киев, осаждённый печенегами. После смерти матери, княгини Ольги, Святослав в 969 году снова напал на Болгарию и подчинил себе восточную часть Болгарского царства, ослабленного внутренним расколом, а затем в 970 напал на владения Византийской империи во Фракии. В 970—971 годах византийский император Иоанн I Цимисхий вёл войну против русов и подчинённых им болгар, вынудив Святослава в результате отступить из Болгарии. Восточная часть Болгарского царства была присоединена к Византии. При возвращении на Русь Святослав Игоревич был убит весной 972 года печенегами.

## Завоевание Болгарии

### Иоанн Скилица
Начало болгаро-византийского конфликта, приведшего к походу русского князя Святослава в Болгарию, относится к июню 967 года. Согласно Иоанну Скилице (2-я половина XI века), в этот месяц византийский император Никифор Фока, совершая инспекционную поездку во Фракию, потребовал от болгарского царя Петра воспрепятствовать венграм переправляться через Дунай с целью набегов на византийские провинции. Когда Пётр уклонился от борьбы с сильным противником, византийская дипломатия решила наказать болгар, направив на них русов:

«Никифор, почтив саном патрикия Калокира, сына протевонта из Херсона, посылает его к архонту Росии Сфендостлаву, обещаниями даров и немалых почестей убеждая того пойти войной на болгар. И вот росы, согласившись и напав на Болгарию в августе месяце, в одиннадцатый индиктион, на пятый год царствования Никифора [968 год], уничтожили до основания много болгарских городов и сёл и, увозя огромнейшую добычу, вернулись восвояси.».

Уход русов был вызван печенежской осадой Киева и, возможно, за ним последовали весь т. н. «восточный» («хазарский») поход Святослава или его второй этап.
Согласно Скилице в 969 году русы вернулись в Болгарию и покорили её уже для себя, нарушив тем самым соглашение с императором Никифором, «совершив подобное прежнему, если не худшее».

### Константин Манассия
Византийский хронист XII века Константин Манассия кратко сообщает обо всей войне:

«При этом царе Никифоре завоевали русы Болгарскую землю. Дважды за два года царь Никифор наводил Святослава на болгар… 
После взятия Преслава князь русский Святослав завоевал Болгарскую землю, подчинил себе и сел в Доростоле. Пришёл туда Цимисхий с большой ратью, победил его, а самого отпустил восвояси. Но Святослав дошёл до земель печенегов и там был убит вместе со своими воинами».

### Лев Диакон
Византийский историк Лев Диакон, современник событий, передаёт начало конфликта иначе. Согласно его версии зимой 966/967 года к императору Никифору явилось болгарское посольство с требованием обычной дани. Возмущённый Никифор, который перед тем провёл несколько победных военных кампаний в Азии, сам отправился с войском в Болгарию, но остановился на её границах, опасаясь углубляться в гористую местность, где болгары прежде не раз наносили тяжёлые поражения византийцам. Никифор отозвал войско, а затем:

«Возведя в достоинство патрикия Калокира, мужа пылкого нрава и во всех отношениях горячего, он отправил его к тавроскифам, которых в просторечии обычно называют росами, с приказанием распределить между ними врученное ему золото, количеством около пятнадцати кентинариев [455 кг], и привести их в Мизию [Болгарию] с тем, чтобы они захватили эту страну».

Далее Лев Диакон опускает первый поход Святослава на болгар и сразу начинает описание событий со второго похода, косвенно датируя его 969 годом. С войском в 60 тысяч воинов Святослав на челнах по Дунаю подошёл к Доростолу, где болгары выставили против него 30 тысяч бойцов, но после сражения были отброшены в крепость.
Нападение русов на болгар сильно встревожило Византию. Император Никифор стал укреплять оборону Константинополя, готовить армию. Также он решил вступить в союз с болгарами при помощи династического брака. Болгары, просившие оказать им помощь против русов, осенью 969 года послали невест царской крови, которых Никифор собирался выдать замуж за сыновей императора Романа II, Василия и Константина. Планам совместного отпора Святославу не суждено было сбыться из-за убийства 11 декабря 969 года императора Никифора. Престол Византийской империи занял военачальник Иоанн Цимисхий.
Пока византийцы колебались в оказании прямой военной помощи болгарам, их постоянному врагу, восточная часть Болгарии покорилась Святославу. Не вполне ясно, на каких условиях произошло подчинение болгар. С одной стороны, болгары в следующем году бились вместе с русами против византийцев, а новый болгарский царь Борис II оставался в своей столице Преславе. С другой стороны, Лев Диакон сообщает о терроре Святослава в Болгарии:

"Говорят, что с бою взяв Филиппополь, он со свойственной ему бесчеловечной свирепостью посадил на кол двадцать тысяч оставшихся в городе жителей и тем самым смирил и [обуздал] всякое сопротивление и обеспечил покорность".

Хотя историки сомневаются в числе жертв в Филиппополе, город по свидетельству Скилицы обезлюдел. Русская летопись доносит отголоски балканской войны: «И пошёл Святослав к столице, воюя и разбивая города, что стоят и доныне пусты».

### Повесть временных лет
Древнерусская летопись «Повесть временных лет» (XI—XII века) в изложении последовательности событий близка к Скилице:

«В год 6475 (967). Пошёл Святослав на Дунай на болгар. И бились обе стороны, и одолел Святослав болгар, и взял городов их 80 по Дунаю, и сел княжить там в Переяславце, беря дань с греков. 
В год 6476 (968). Пришли впервые печенеги на Русскую землю, а Святослав был тогда в Переяславце…»

Пока русы воевали на Дунае, печенеги осадили Киев, и Святослав с дружиной срочно на конях вернулся на Русь. Отбросив печенегов, Святослав хотел было вернуться в Переяславец, но его удержала мать, княгиня Ольга. После смерти в июле 969 года Ольги Святославу пришлось обустраивать управление землями. В течение 970 года он расставил сыновей с воеводами по уделам и в 971 году, согласно хронологии летописи, отправился опять в полюбившийся ему Переяславец, который взял от болгар приступом. После этого Святослав повёл войско на греков.
Летописный Переяславец на Дунае точно не идентифицирован. Существуют две основные версии и другие, менее распространённые. По первой — русский летописец назвал так Преслав Великий, столицу Болгарского царства. Ошибочная локализация Преслава Великого на Дунае могла быть добавлена как региональный признак, отличающий Переяславец от Переяславля на Руси. По второй версии — Переяславцем летописец называл Преслав Малый, торговый речной порт, находившийся примерно посередине между Доростолом и устьем Дуная.

## Война с Византией

### 970 год

#### Византийские источники
Новый византийский император Иоанн Цимисхий готов был выплатить Святославу обещанное вознаграждение за нападение на болгар, однако русский князь потребовал у византийцев заплатить за оставление всех захваченных городов и выкуп за пленных либо отказаться от их владений в Европе. На угрозы Цимисхия Святослав дал такой ответ (в литературной обработке Льва Диакона):

«Я не вижу никакой необходимости для императора ромеев спешить к нам; пусть он не изнуряет свои силы на путешествие в сию страну — мы сами разобьем вскоре свои шатры у ворот Византия и возведем вокруг города крепкие заслоны, а если он выйдет к нам, если решится противостоять такой беде, мы храбро встретим его и покажем ему на деле, что мы не какие-нибудь ремесленники, добывающие средства к жизни трудами рук своих, а мужи крови, которые оружием побеждают врага. Зря он по неразумию своему принимает росов за изнеженных баб и тщится запугать нас подобными угрозами, как грудных младенцев, которых стращают всякими пугалами.»

Цимисхий располагал в европейской части Византии в основном территориальными войсками, набранными из местных крестьян (их Святослав презрительно именует «какими-нибудь ремесленниками»). Удачная кампания в Сирии позволила перебросить корпус под командованием патрикия Петра с Востока. Общее командование войсками, направленными против Святослава, было поручено родственнику императора Варде Склиру. Зимой 969/970 года византийская армия разместилась в пограничных с Болгарией провинциях. В области, занятые русскими, были посланы разведчики для сбора информации о намерениях противника.
Весной 970 года войско русского князя, разделённое на 3 части, вторглось в пределы византийской Фракии. О настроениях в Константинополе в тот период хорошо свидетельствует фрагмент из эпитафии императора Никифора Фоки, написанной митрополитом Иоанном.
Печально зрелище! Восстань же ныне, царь! 

Пехоту собери, стрелков и всадников, 

И войско все своё фаланги и полки, 

Ибо идет оружье русское на нас, 

К убийству жадно рвутся скифов племена. 

Твой град - добыча всех племен, которых в страх 

Когда то повергал один лишь образ твой, 

Что был начертан у ворот Византия.
По сообщению Скилицы русы действовали совместно с болгарами, а их союзники венгры и печенеги выступали отдельно. Численность войска русского князя Лев Диакон исчисляет в более чем 30 тыс. Скилица называет фантастическую цифру в 308 тыс. воинов, которая, однако, складывается из вполне реальных 8 тыс. росов и мифических 300 тыс. болгар, печенегов и венгров. Во всяком случае, рассказывая о походе на Преслав в 971 году самого Иоанна Цимисхия, Скилица прямо указывает, что византийская армия внезапным ударом обратила в бегство «ничего не ожидавших неприятелей… вне стен занимавшихся обучением владению оружием, числом до восьми тысяч пятисот».
Византийский полководец Варда Склир имел под рукой от 10 до 12 тыс. солдат. Войско Святослава дошло до Аркадиополя (в 120 км от Константинополя), где произошло генеральное сражение.
Варда Склир отправил навстречу войску русского князя («скифы» у византийских авторов) небольшой отряд Иоанна Алакаса, остальные силы скрытно разместил в засаде, разбив на две части. Отряд Алакаса наткнулся на печенегов и увлёк их в отступлении за собой, наводя на засаду. План византийцев удался, печенеги оказались в полном окружении и, по словам Скилицы, были почти все перебиты.
Затем в тот же день произошло упорное сражение с остальным войском Святослава, результат которого определила гибель одного из вождей «скифов». Варда Склир лично разрубил его до пояса, после чего «скифы» обратились в бегство. Лев Диакон сообщает итог сражения: «Говорят, что в этой битве было убито пятьдесят пять ромеев, много было ранено и ещё больше пало коней, а скифов погибло более двадцати тысяч.»
Несмотря на полный разгром «скифского» войска (согласно византийским авторам), война не завершилась. В Малой Азии вспыхнуло восстание Варды Фоки, против которого император отправил войско Варды Склира. Согласно Диакону скифы и дальше «совершали внезапные набеги, беспощадно разоряли и опустошали Македонию, причиняя тем самым ромеям огромный вред.» Таким образом, войско Святослава в течение 970 года оставалось в Болгарии, а его уход из византийской Фракии мог быть связан не столько с поражением под Аркадиополем, сколько с обстоятельствами, изложенными в древнерусской летописи.

#### Повесть временных лет
Летопись излагает поход Святослава в форме героической былины, не упоминая о поражении русов в каком-либо из сражений. Тем не менее некоторые детали повествования указывают на реальность летописных сведений, которые по политическим соображениям могли замалчиваться в византийских официальных документах.
Вначале византийцы предложили дань Святославу по числу воинов. Князь, хотя располагал 10 тыс. воинов, назвал число в 20 тысяч. Греки отказались выплачивать, вместо этого выставив войско в 100 тысяч. Когда армии сошлись, Святослав, чтобы ободрить своих воинов, обратился к ним со знаменитыми словами:

«Нам некуда уже деться, хотим мы или не хотим — должны сражаться. Так не посрамим земли Русской, но ляжем здесь костьми, ибо мертвые сраму не имут. Если же побежим — позор нам будет. Так не побежим же, но станем крепко, а я пойду впереди вас: если моя голова ляжет, то о своих сами позаботьтесь.»

Русское войско одолело греков и двинулось по направлению к Константинополю. Когда Святослав был уже недалеко от столицы, византийский император согласился на дань, которую киевский князь взял и на погибших. После этого Святослав вернулся в Переяславец.

#### Альтернативная версия
По версии М. Я. Сюзюмова и А. Н. Сахарова, сражение, о котором рассказывает русская летопись и в котором русские одержали победу, было отдельным от битвы под Аркадиополем. Оно также произошло в 970 году, византийским войском командовал не упоминаемый при Аркадиополе патрикий Пётр, а противостояла ему та часть русского войска, которая не сражалась вместе с союзниками под Аркадиополем.

### 971 год

#### ПадениеПреслава. Апрель971 года
К ноябрю 970 года мятеж Варды Фоки в Малой Азии был подавлен. Войско Варды Склира переправилось обратно в Македонию и Фракию, где расположилось на зимних квартирах. Подготавливая поход на Святослава, Иоанн Цимисхий приказал свезти много хлеба и прочих припасов в Адрианополь (совр. турец. Эдирне), а также снарядить флот из 300 кораблей.
В апреле 971 года Цимисхий лично возглавил поход в Болгарию. Флот блокировал Дунай, сухопутное войско около 10 апреля беспрепятственно перевалило через горные проходы и вышло к болгарской столице Преславу. Лев Диакон называет силы Цимисхия в 15 тыс. гоплитов и 13 тыс. всадников, кроме того отборный отряд «бессмертных» (полностью закованная в доспех конница) и большой обоз с прочим войском. Скилица сообщает, что Цимисхий захватил перевалы с отрядом в 5 тыс. пехоты и 4 тыс. всадников, а за ним последовало «остальное множество воинов».
12 апреля 971 года греки атаковали Преслав, где находились болгарский царь Борис II и русский воевода Сфенкел (Святослав находился севернее в Доростоле на Дунае). Несмотря на фактор неожиданности, русы («тавроскифы») успели выстроиться в боевой порядок, прикрывшись большими щитами до пят, и сами бросились на греков. Бой был упорным без явного преимущества сторон, пока император не приказал гвардии «бессмертных» атаковать левый фланг русов. Не выдержав напора бронированной конницы, русы отошли в крепость. Скилица оценивает общую численность русов в 8500 воинов, а Лев Диакон в такое же число оценивает их потери в этом бою.
На следующий день к грекам подтянули осадные орудия, и они пошли на приступ Преслава. По археологическим раскопкам высота стен крепости составляла около 3.5 м, толщина превышала 2 м. Вскоре византийцы ворвались в город, а русы отступили в царский дворец с оградой. Был захвачен болгарский царь Борис, которого император Цимисхий принял с подобающим почётом.
Потеряв при штурме царского дворца до 150 воинов, греки подожгли его, выкуривая засевших там русов (числом до 7—8 тыс.). Те вынуждены были выйти на открытое место, где греки окружили их и почти всех перекололи. Однако воевода Сфенкел с немногим числом воинов сумел уйти к Святославу. По сообщению Диакона «в этой битве погибло также множество мисян [болгар], сражавшихся на стороне врагов против ромеев».
После празднования Пасхи византийское войско двинулось на Доростол, опорный город Святослава в Болгарии.

#### Осада Доростола. Апрель—июль971 года
Часть болгарских городов добровольно подчинилась грекам, другие отдавались на разграбление. Святослав, согласно византийским авторам, пытался подавить провизантийские настроения среди болгар террором:

«Поняв по зрелом размышлении, что, если мисяне склонятся к ромеям, дела его закончатся плохо, он созвал около трехсот наиболее родовитых и влиятельных из их числа и с бесчеловечной дикостью расправился с ними — всех их он обезглавил, а многих других заключил в оковы и бросил в тюрьму.»

Скилица в рассказе о казни 300 болгар заметил, что те находились под подозрением. Силу Святослава Лев Диакон оценил в 60 тыс. воинов, Скилица традиционно преувеличил до 330 тыс. Армии противников сошлись на поле в 12 км от Доростола.
Сражение состоялось 23 апреля 971 года. Диспозицию войск описал Диакон:

«Тавроскифы плотно сомкнули щиты и копья, придав своим рядам вид стены, и ожидали противника на поле битвы. Император выстроил против них ромеев, расположив одетых в панцири всадников по бокам, а лучников и пращников позади, и, приказав им безостановочно стрелять, повел фалангу в бой.»

Бой с переменным успехом длился до вечера, пока к заходу солнца русы не отступили в Доростол. На следующий день греки разбили укреплённый лагерь возле стен Доростола. Так началась осадная война, растянувшаяся на почти 3 месяца. Доростол представлял собой сильную крепость на правом берегу Дуная, которую греки не рисковали штурмовать, но только подвергали обстрелу из камнемётных орудий.
В ходе осады русы часто делали вылазки против греков, в стычках гибли как знатные византийские военачальники (Иоанн Куркуас, отличившийся ещё при разгроме флота князя Игоря в 941), так и вожди русов (Икмор и Сфенкел). В 20-х числах июня 2 тыс. русов совершили удачный ночной рейд на челнах за продовольствием, разграбив обоз византийской армии. Скилица заметил, что «собирая трофеи с павших варваров, обнаружили среди лежащих убитых и женщин, одетых в мужское платье и бившихся вместе с мужчинами против ромеев.»
Иоанн Цимисхий не был заинтересован в длительной осаде, и так уже в его отсутствии в Константинополе случилась неудачная попытка переворота. Чтобы ускорить дело, он, по словам Скилицы, предложил Святославу решить войну поединком между ними:

«Но тот не принял этот вызов, прибавив надменные слова, что он сам лучше врага решит свои дела, а если самому василевсу нечем заняться кроме расставания с жизнью, то есть тысячи других способов умереть — пусть выбирает какой угодно.»

#### Заключение мира. Июль971 года
21 июля 971 года произошло последнее сражение, которое окончилось безрезультатно, но склонило Святослава к заключению мира. В бою Святослав был ранен и едва не попал, по словам Скилицы, в плен, однако и греки выстояли по византийской официальной версии только благодаря помощи св. великомученика Феодора Стратилата и сильному урагану, метавшему пыль прямо в лицо «скифам». Диакон так представил результат сражения: «Говорят, что в этой битве полегло пятнадцать тысяч пятьсот скифов, [на поле сражения] подобрали двадцать тысяч щитов и очень много мечей. Среди ромеев убитых было триста пятьдесят.»
На следующий день Святослав отправил к императору послов с предложением мира.
Условия, предложенные русским князем, заключались в следующем: русы уходят из Болгарии на родину, а греки обеспечивают им свободу выхода и снабжают хлебом на дальнюю дорогу. Кроме того, восстанавливаются торговые отношения с Византией. Император принял все условия, после чего было заключено соглашение, текст которого сохранился в ПВЛ:

«Список с договора, заключенного при Святославе, великом князе русском, и при Свенельде, писано при Феофиле Синкеле к Иоанну, называемому Цимисхием, царю греческому, в Доростоле, месяца июля, 14 индикта, в год 6479. Я, Святослав, князь русский, как клялся, так и подтверждаю договором этим клятву мою: хочу вместе со всеми подданными мне русскими, с боярами и прочими иметь мир и истинную любовь со всеми великими царями греческими, с Василием и с Константином, и с боговдохновенными царями, и со всеми людьми вашими до конца мира. И никогда не буду замышлять на страну вашу, и не буду собирать на неё воинов, и не наведу иного народа на страну вашу, ни на ту, что находится под властью греческой, ни на Корсунскую страну и все города тамошние, ни на страну Болгарскую. И если иной кто замыслит против страны вашей, то я ему буду противником и буду воевать с ним. Как уже клялся я греческим царям, а со мною бояре и все русские, да соблюдем мы неизменным договор. Если же не соблюдем мы чего-либо из сказанного раньше, пусть я и те, кто со мною и подо мною, будем прокляты от бога, в которого веруем, — в Перуна и в Волоса, бога скота, и да будем желты, как золото, и своим оружием посечены будем. Не сомневайтесь в правде того, что мы обещали вам ныне, и написали в хартии этой и скрепили своими печатями.»

По византийским сведениям хлеб (по 20 кг) получили 22 тыс. русских воинов. Обращает на себя внимание близость этой цифры к тем 20 тыс. по русской летописи, которых Святослав назвал на запрос греков, хотя реально князь располагал 10 тыс. Выполняя условия договора, Святослав выдал пленных и отправился на Русь.

### Итоги и последствия
С окончанием русско-византийской войны северо-восточная Болгария была присоединена к Византии, независимость сохранили лишь болгарские земли на западе. Болгарский царь Борис II был лишён царского титула, став византийским вельможей.
Святослав с небольшой дружиной на ладьях отправился в Киев, но днепровские пороги заняли печенеги, предупреждённые по версии ПВЛ болгарами. Князь остался зимовать в устье Днепра, а весной 972 года сделал ещё одну попытку пройти пороги. Последствия кратко изложены в ПВЛ:
«И напал на него Куря, князь печенежский, и убили Святослава, и взяли голову его, и сделали чашу из черепа, оковав его, и пили из него.»
Скилица подтверждает гибель Святослава, замечая, что греки послали посольство к печенегам с просьбой пропустить русов на родину, но печенеги были недовольны тем, что Святослав заключил мир с греками, и отказались.
Согласно Повести Временных Лет, большая часть русского войска, бросив добычу, вернулось в Киев сухопутным путём под началом воеводы Свенельда. Скилица утверждает, что войско Святослава погибло полностью.

### Историография по войне
Наиболее подробно русско-византийская война 970—971 описана византийскими историками Львом Диаконом, современником событий, и Иоанном Скилицей (2-я половина XI века). Современные историки предполагают, что они могли использовать единый источник, однако их изложение не дублирует, но дополняет друг друга. Более поздние византийские авторы (Зонара и Константин Манассия, XII век) кратко повторяют Диакона и Скилицу.
Армянский хронист начала XI века Степанос Асохик сообщает, что болгары выступили против Иоанна Цимисхия в союзе с русами. Асохик свёл всю войну к единственному сражению в 971 году, о котором он рассказал так:

«Когда завязался бой, Рузы [русы] обратили в бегство оба крыла греческого войска. Царь со всею армянскою пехотой оставался неподвижным посередине фронта. Отряд пехоты, называемый отрядом саларов [букв. военачальников], оказал чудеса храбрости. Он врезался в стоявших лицом к лицу с царем и шедших против него под прикрытием своих щитов и, дав работу мечу, многих положил на месте, а остальных разогнал в разные стороны; и принудил булхарский народ покориться.»

Сирийский историк XI века Яхъя Антиохийский упоминает в своей хронике о походе под влиянием Византии русов против болгар.
С русской стороны поход Святослава освещён в самом раннем из дошедших до нашего времени летописных сводов, «Повести временных лет». Хотя в целом рассказ про поход выдержан в духе героической былины, в которой умалчивается о поражении Святослава, летопись содержит ряд важных сведений: о возвращении Святослава в Киев из Болгарии в 968/969 году; обстоятельства его гибели на днепровских порогах; полный текст русско-византийского мирного договора 971 года.
Некоторые дополнительные сведения изложены русским историком XVIII века В. Н. Татищевым по так называемой Иоакимовской летописи, подлинность которой ставится под сомнение, и другим источникам, оставшихся неизвестными. В изложении Татищева поход в Болгарии был вызван не только деньгами от византийцев, но тем, что дунайские болгары не признавали власть Святослава в Хазарии и собирали всех недовольных им. По пути в Болгарию Святослава на Днестре встретило соединённое войско дунайских болгар, хазар, ясов и касогов, и он должен был подняться вверх по Днестру на соединение с венграми. Только после этого он смог переправиться через Днестр. В Болгарию он пришёл только весной 968 года и занял крепости на Дунае. Святослав, покидая Болгарию в 968/969, оставил гарнизон в Переяславце. Болгары восстали против русов, вынудив русского воеводу Волка отступить на ладьях по Дунаю. Волк встретил на Днестре Святослава, который возвращался в Болгарию с войском от своего тестя, венгерского князя. После захвата Переяславца Святослав посчитал Византию виновной в восстании болгар и объявил ей войну. Чтобы оправдать поражение, Святослав обвинил христиан, бывших в его войске, в том, что они прогневили языческих богов, и даже казнил единственного брата Глеба. По Иоакимовской летописи, Святослав решил вернуться в Киев с целью покарать христиан, но погиб на порогах.
Современные историки предлагают различные трактовки событий, изложенных в вышеуказанных источниках. Различия связаны главным образом с оценкой личности Святослава и взаимоотношений болгар и русов. Полный обзор версий представлен в книге А. Н. Сахарова «Дипломатия Святослава».